# Dinotopia
Dinotopia er en serie af illustrerede fantasybøger, skabt af forfatter og illustrator James Gurney. De foregår i landet Dinotopia, der er en isoleret ø, der er beboet af skibbrudne mennesker og sansende dinosaurer, der har lært at sameksistere i et symbiotisk samfund. Den første bog blev udgivet i 1992, og den er siden blevet oversat til 18 sprog i mere end 30 lande, og har solgt over 2 mio. eksemplarer. Dinotopia: A Land Apart from Time og Dinotopia: The World Beneath vandt begge Hugo Awards for bedste originale kunstarbejde.
Siden den oprindelige udgivelse er der blevet udgivet over 20 Dinotopiabøger der er skrevet af forskellige forfattere, der har udvidet serien.
En miniserie til tv, en kortlivet tv-serie, en animeret film fra 2005 og adskillige computerspil.
Navnet er et portmanteau af "dinosaur" og "utopia".

## Bøger
Oprindelige bøger
- Dinotopia: A Land Apart from Time (1992),[5][6]
- Dinotopia: The World Beneath (1995)[7]
- Dinotopia: First Flight (1999)[8]
- Dinotopia: Journey to Chandara (oktober 2007)[9][6]

Yderligere bøger
Fra 1995 arbejdede James Gurney med en række andre forfattere på en serie af noveller med karakterer og temaer fra Dinotopia, der blev udgivet af Random House:
1. Windchaser af Scott Ciencin (ISBN 978-0-7857-9959-7)
2. River Quest af John Vornholt (ISBN 978-0-09-965931-0)
3. Hatchling af Midori Snyder (ISBN 978-0-679-86984-9)
4. Lost City af Scott Ciencin (ISBN 978-0-375-81018-3)
5. Sabertooth Mountain af John Vornholt (ISBN 978-0-679-88095-0)
6. Thunder Falls af Scott Ciencin (ISBN 978-0-679-88256-5)
7. Firestorm af Gene De Weese (ISBN 978-0-679-88619-8)
8. The Maze af Peter David (ISBN 978-0-679-88264-0)
9. Rescue Party af Mark A. Garland (ISBN 978-0-679-89107-9)
10. Sky Dance af Scott Ciencin (ISBN 978-0-375-80417-5)
11. Chomper af Don Glut (ISBN 978-0-679-89109-3)
12. Return to Lost City af Scott Ciencin (ISBN 978-0-375-81018-3)
13. Survive! af Brad Strickland (ISBN 978-0-375-81108-1)
14. The Explorers af Scott Ciencin (ISBN 978-0-375-81396-2)
15. Dolphin Watch af John Vornholt (ISBN 978-0-375-81562-1)
16. Oasis af Cathy Hapka (ISBN 978-0-375-82295-7)
17. Dinotopia Lost af Alan Dean Foster (ISBN 978-0-441-00921-3)
18. The Hand of Dinotopia af Alan Dean Foster (ISBN 978-0-06-051851-6)